# امواج نابودی
امواج نابودی (به انگلیسی: Tides of Annihilation) یک بازی ویدئویی رو به انتشار به سبک اکشن-ماجراجویی و فانتزی است که توسط استودیوی چینی ایکیلیپس گلو گیمز ساخته و منتشر خواهد شد. این بازی از افسانهٔ آرتوریان الهام گرفته شده است و بازیکن نقش شخصیت گوئندولین را بر عهده می‌گیرد که از قدرتی مرموز برای فرماندهی شوالیه‌های افسانه‌ای میز گرد برخوردار است. بازی با تکیه بر آنریل انجین ۵ ساخته می‌شود و تنها دارای حالت تک‌نفره می‌باشد.
امواج نابودی قرار است در تاریخی نامشخص برای پلتفرم‌های پلی‌استیشن ۵، مایکروسافت ویندوز و ایکس‌باکس سری اکس/اس منتشر شود.

## چکیده بازی
امواج نابودی یک بازی فانتزی است که عناصر فانتزی قرون وسطایی را با محیطی معاصر ترکیب می‌کند. بازی در شهر مدرن لندن اما از بین رفته و قلمروی افسانه‌ای آوالون روایت می‌شود. لندن در اثر یک تهاجم فاجعه بار فرازمینی ویران شده است.
گوئندولین (جنیفر در انگلیسی) قهرمان اصلی داستان و موردرِد (آلیونا بارانووا) به عنوان هماورد در بازی حضور دارند. گوئندولین تنها بازمانده از حمله به لندن توسط تهاجم فرازمینی‌ها است. او یک قدرت مرموز را کشف می‌کند که به او اجازهٔ فرماندهی شوالیه‌های افسانه‌ای میز گرد را می‌دهد. او عازم سفری برای شکست دادن نیمه خدایان آوالون می‌شود تا خواهرش را نجات دهد و انتقام خود را بگیرد.